# 古氏海鮋
古氏海鮋，為輻鰭魚綱鮋形目鮋亞目鮋科的其中一種，為熱帶海水魚，分布於東大西洋葡萄牙、馬德拉群島、亞速群島、地中海海域，棲息深度100-600公尺，體長可達52公分，棲息在硬底質底層水域，以蝦子、魚類為食，生活習性不明，可做為食用魚。

## 扩展阅读
維基物種上的相關：古氏海鮋